# Carmen Sentandreu Gimeno
María Carmen Sentadreu Gimeno fou professora d'ensenyament mitjà a Melilla i València i becària i col·laboradora del Servei d'Investigació Prehistòrica de la Diputació de València des de l'any 1955. Va col·laborar amb els arqueòlegs i directors del Museu de Prehistòria de València Domingo Fletcher i Enrique Pla Ballester en el projecte del Repertorio de Bibliografía Arqueoóogica Valenciana, vol. III, de l'any 60, i va publicar materials del museu com els de la "Necròpoli romana de Els Foies (Manuel, València)" en la revista Archivo de Prehistoria Levantina (APL), vol. XI, en 1966, “La estátera romana de Vélez Blanco" en el APL, vol. VIII en 1959, o “Les troballes arqueològiques en el llit del riu Turia” també en el APL, vol. IX, 1961. En eixes dècades s'aprecia com era de reduït el nombre de dones arqueòlogues, fins i tot en les visites d'especialistes que acudeixen al museu per a estudiar els seus fons.